# Нік Менца
Нік Менца (англ. Nick Menza); 23 липня 1964 — 21 травня 2016) — американський музикант, найбільш відомий як барабанщик треш-метал гурту Megadeth.

## Ранні роки
Син Дона Менци (відомого з гри на саксофоні в головній темі фільму «Рожева пантера»).
Грати на барабанах почав у віці двох років, коли на концерті під час антракту його посадили за барабани Джека Деджонетта.
Його навчали такі відомі музиканти, як Бадді Річ, Стів Гедд, Нік Церолі, Джефф Поркаро та Луї Беллсон.

## Музична кар'єра
Професійну кар'єру розпочав у 18 років як ударник гурту Rhoads на чолі з вокалістом Келлі Роадсом, братом покійного Ренді Роадса. Нік записав з гуртом альбом Into the Future, випущений в Європі. Rhoads деякий час гастролювали разом з гуртом Foghat.
Надалі, перепробувавши музичні стилі від ритм-енд-блюзу до госпела, фанку та хеві-метала, Менца стає техніком барабанщика треш-метал-гурту Megadeth Чака Белера. Коли виникла необхідність в новому ударнику (в 1989 році), Менца попросив лідера гурту Дейва Мастейна прийняти його до складу. Дейв, взявши до уваги той факт, що Менца раніше іноді заміняв Белера, погодився, і альбом 1990 року Rust in Peace (спродюсований Майком Клінком) Megadeth записували вже з новим ударником.
Майже десять років Нік Менца грав у Megadeth. Склад гурту з ним, Мастейном, Еллефсоном та Фрідменом називають «класичним».
В 1998 році Нік відчуває проблеми з коліном. Лікарі знаходять у нього пухлину, яка пізніше переросла в доброякісну та згодом видалену. На час операції Менца був замінений ударником MD.45 Джиммі Деграссо. Але після лікування йому не було дозволено повернутися до гурту. У багатьох інтерв'ю Нік говорив: «Коли я лежав у лікарні, вже оговтавшись від травми, мені подзвонив Дейв і сказав: „Нам більше не потрібні твої послуги“».
Менца ненадовго повернувся в Megadeth для участі в концертному турі на підтримку альбому The System Has Failed в 2004 році. Але після репетицій був замінений на брата Глена Дровера Шона. За словами Дейва Нік «не був готовий».
Окрім участі в Megadeth Нік також допомагав Фрідману у записі сольних альбомів. Разом вони записали три альбоми — Scenes, Introduction і True Obsessions.
Грав в гуртах Memorain, Orphaned to Hatred і Deltanaut.

## Смерть
21 травня 2016 года Менца грав концерт з гуртом OHM в одному з клубів Лос-Анджелеса. Виконавши три пісні, музиканту раптово стало зле й він впав на сцену. Музикант помер в машині швидкої допомоги по дорозі до місцевого шпиталю. Не дивлячись на бездоганне здоров'я, активність та тверезий спосіб життя, причиною його смерті став серцевий напад.

## Гурти
- Rhoads (1986-1987)
- Cold Fire (1988)
- Megadeth (1989–1998; 2004)
- Марті Фрідман (1992–1996)
- Menza (1997–2016)
- Chodle's Trunk (2000–2001)
- Fear Assembly (Mindstreem) (2002–2003)
- Memorain (2005–2008)
- Orphaned to Hatred (2006–2010)
- Deltanaut (2006–2016)
- OHM (2015-2016)
- Sweet Eve (2015–2016)

## Дискографія
- 1990 — Megadeth — Rust in Peace
- 1992 — Megadeth — Countdown to Extinction
- 1992 — Марті Фрідман — Scenes
- 1994 — Megadeth — Youthanasia
- 1994 — Марті Фрідман — Introduction
- 1994 — Nativity in Black — Tribute to Black Sabbath
- 1995 — Megadeth — Hidden Treasures
- 1996 — Марті Фрідман — True Obsession
- 1997 — Megadeth — Cryptic Writings
- 2000 — Megadeth — Capitol Punishment
- 2002 — Menza — Life After Deth
- 2006 — Memorain — «Reduced To Ashes»
- 2006 — Megadeth — Arsenal of Megadeth
- 2007 — Megadeth — Warchest
- 2008 — Megadeth — Anthology: Set the World Afire